# Comuna Jovtneve, Olevsk
Jovtneve (în ucraineană Калинівська сільська рада) este o comună în raionul Olevsk, regiunea Jîtomîr, Ucraina, formată din satele Bațevo, Jovtneve (reședința) și Liskî.

## Demografie
Componența lingvistică a comunei Jovtneve
     Ucraineană (99,16%)
     Alte limbi (0,62%)
Conform recensământului din 2001, majoritatea populației comunei Jovtneve era vorbitoare de ucraineană (99,16%), existând în minoritate și vorbitori de alte limbi.